# Napiórki Ciężkie
Napiórki Ciężkie – wieś sołecka w Polsce położona w województwie mazowieckim, w powiecie makowskim, w gminie Rzewnie.
Wierni Kościoła rzymskokatolickiego należą do parafii św. Jacka w Rzewniu.
W latach 1975–1998 miejscowość administracyjnie należała do województwa ostrołęckiego.
Na wschód od wsi pomnik w miejscu śmierci pilota Jana Cybulskiego.